# روموالدو أربي فيلهو
روموالدو أربي فيلهو (ولد في سانتوس في 7 يناير 1939) هو حكم كرة قدم متقاعد من البرازيل. حكم ثلاث مباريات في كأس العالم 1986 في المكسيك، بما في ذلك نهائي كأس العالم 1986 بين ألمانيا والأرجنتين. فازت الأرجنتين في نهاية المطاف بالمباراة 3-2. وكان ثاني برازيلي علي التوالي يحكم نهائي كأس العالم.

## روابط خارجية
- روموالدو أربي فيلهو على موقع Soccerway.com (الإنجليزية)
- روموالدو أربي فيلهو على موقع أوليمبيديا (الإنجليزية)
- الملف الشخصي